# 赖佩尔茨维莱尔
赖佩尔茨维莱尔（法語：Reipertswiller，法語發音：[ʁaipɛʁtsvilɛʁ]；莱茵法兰克语：Ripertswiller）是法国下莱茵省的一个市镇，属于萨韦尔讷区。

## 地理
赖佩尔茨维莱尔（48°55'55"N, 7°27'53"E）面积19.21 平方千米，位于法国大東部大區下莱茵省，该省份为法国大陆部分最东部的省份，是阿尔萨斯的一部分，今与上莱茵省组成了阿尔萨斯欧洲集体，其南至上莱茵省，西南接孚日省和默尔特-摩泽尔省，西接摩泽尔省，北与德国接壤，东侧沿莱茵河与德国相望。
与赖佩尔茨维莱尔接壤的市镇（或旧市镇、城区）包括：穆特鲁斯、贝伦塔勒、利什滕贝格、维默诺。
赖佩尔茨维莱尔的时区为UTC+01:00、UTC+02:00（夏令时）。

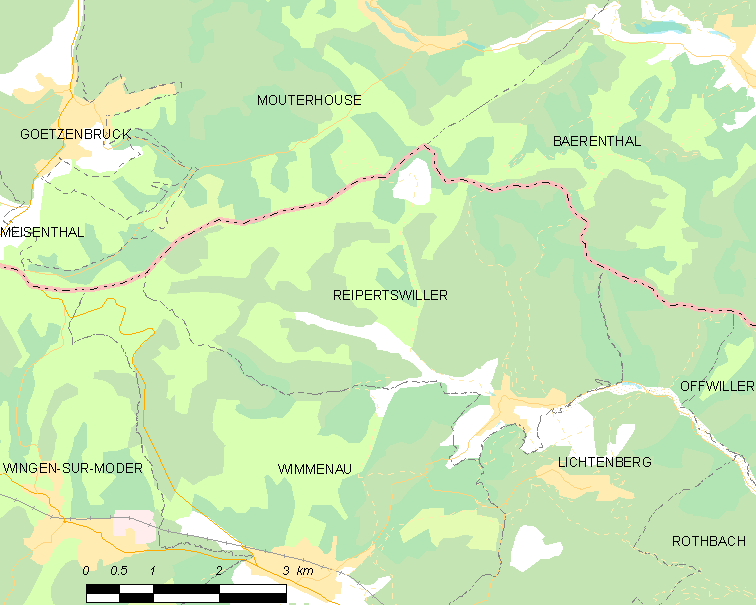
赖佩尔茨维莱尔的OSM定位图

## 行政
赖佩尔茨维莱尔的邮政编码为67340，INSEE市镇编码为67392。

## 政治
赖佩尔茨维莱尔所属的省级选区为英维莱尔县。

## 人口

1962-2008年间赖佩尔茨维莱尔人口变化图示

赖佩尔茨维莱尔于2022年1月1日时的人口数量为842人。